# 我太受歡迎了，該怎麼辦？
《我太受歡迎了，該怎麼辦？》，為純子的日本漫畫作品，於講談社少女漫畫雜誌《別冊FRIEND》2013年5月號開始連載，至2018年3月號完結，單行本全14冊，並另請漫畫家影木榮貴擔任特別顧問。
2015年獲得寶島社《這本漫畫最厲害！》少女漫畫部門第四名、第39屆講談社漫畫獎少女部門的提名，2016年獲得第40屆講談社漫畫獎的少女部門獎。2016年3月宣製作同名電視動畫，同年10月至12月首播。

## 故事簡介
女主角芹沼花依是個身形肥胖、喜歡幻想男性間戀愛情景的腐女子。某一天，花依因為喜歡的動畫角色在劇中死掉而大受打擊，經過一個禮拜不吃不喝的生活後，花依的體重遽減變成了美少女，並因此受到學校裡四位美少年的追求。

## 登場角色
男性主要角色的姓氏中都有數字，故事中經常會以數字做為角色的簡稱。
同時列出兩種版本的配音員時，前者為電視動畫版的配音員，後者為廣播劇CD的配音員。

### 主要角色
芹沼花依（聲：小林優／花澤香菜）
本作女主角，高中二年級生，喜歡幻想男性間戀愛的腐女子。原本身材過重且朋友很少，不過並不在意，認為觀賞男男戀就是她的幸福。某天在動畫《妄想傳奇》中自己最愛的角色紫苑死掉後，精神大受打擊，一週不吃不喝，體重驟降並成了美少女。在變瘦後，得到多位男性的愛慕，不過她本人雖然有時會心動，平時卻只是以腐女子的視線看待身邊的男性們（如將五十嵐和七島配對），連復胖的減重計劃都要以他們的親密行為作獎勵，甚至對二次元角色的愛還更甚於他們。直至同時被表白後，才開始正視自己的感情問題。
對BL和cp定位相當執著，甚至會為此拼命的地步。即使被美男圍繞也認為自己的位置應該是遠遠看著他們互動，而非像乙女遊戲那般處於中央。無論是房內收藏品或愛好、行為舉止都完全符合腐女子的特徵，剛開始除了六見外，其他三位男性都對此不敢恭維，但是後來都漸漸接納了。本性溫柔坦率，總是勇往直前，也是眾人為之著迷之處。
除了中野，也和二科成為腐女子之友，兩人時常為男生們的互動樂不可支，還曾經因為逆cp事件冷戰一番並舉行小說比賽，和解後達成了「兩個角色都可攻可受」的共識。
同時擁有易胖與易瘦的體質，體重能在短短數日間驟增或驟降，因此經常在胖瘦之間來回。每當又變胖時男生們總是相當慌張，不過遊馬和二科並不在意，二科還說她胖的樣子「就像松子一樣可愛」。
在漫畫後期遊馬為了救花依的青梅竹馬。兩人不慎摔下山谷，導致重傷昏迷。在昏迷期間花依不眠不休的照顧遊馬，才發現原來自己一直喜歡著遊馬，也向遊馬表白心意，畢業後與遊馬考上京都同一間大學，七年後嫁給遊馬，婚禮上變回故事初期的體重，因爲腹中有胎兒不適合減重，但隨著花依分娩誕下孩子後，體重也降了下來，與遊馬育有一子並以「紫苑」命名。
只要看到喜歡的動畫，會在自己的Twitter（帳號名稱「EKA」）進行實況轉播。
是學校的保健委員，參加的社團是史學社，是歷女，另外喜歡卡片遊戲《城Card》和動畫《甲冑亂舞（☆）》。喜歡的角色是朱，而紫苑則是「入殿等級」。由於以前養的青蛙被巨蜥吃掉，因此有心理陰影，但後來為了四之宮克服了。
六見遊馬（聲：島崎信長、古城門志帆（少年）／櫻井孝宏）
高中三年級生，史學社的社長。身高很高，天然屬性、個性溫柔，對所有人都很友善。十分寬宏大量，對於大部分的事情都能欣然接納，包含花依的腐女子行為。
和花依在同一社團的前輩（學長），稱呼花依為“芹沼同學”。因為小時候一些經歷的緣故有些怕密閉空間和黑暗，有一個哥哥。
起初沒有競爭意識，只覺得大家都是可愛的晚輩。是最晚發現對花依的心意的人，似乎從很久以前就喜歡花依，但那個時候不知道這種喜歡是特殊的。也是唯一一個在花依變瘦的時候第一時刻認出她的人。喜歡眼睛漂亮的人。已經向花依表明心意，在漫畫後期為了救花依的青梅竹馬。兩人不慎摔下山谷，導致重傷昏迷，在昏迷期間花依不眠不休的照顧遊馬，聽到花依的呼喊才醒來，在其他四人面前接受花依的告白，因為自己面臨即將畢業要去京都讀大學的命運，花依叫遊馬先去京都等她，七年後與花依結婚，育有一子。
參拜時在繪馬上寫下了「世界和平」。
五十嵐祐輔（聲：小野友樹／細谷佳正）
高中二年級生，足球社成員。花依的同班同學。長相英俊、個性溫柔開朗，很受班上的女孩子歡迎。是個足球健將，陽光爽朗的運動型男孩。偶爾會讓人臉紅心跳，給人的感覺很靠得住。
與七島是好友，稱他為「七」，兩人十分友好，也因此被花依與中野私下湊成一對，不過兩人主張的攻受不同。
原本只是喜歡花依的外貌，後來在花依又變胖時明白了自己不僅僅只是喜歡花依的長相，而是喜歡花依那善解人意的心，於是變得更為積極，想要打破眾人停滯不前、像是在玩友好遊戲的競爭情形，主動展開攻勢。在花依生日時，表面上只送了一條手鍊，後來趁著大家不在又送了她項鍊。
曾經有暗戀過的學姐，但自己還是更喜歡花依。胃口大的女孩子似乎是他的菜。已經向花依表明心意。
在漫畫後期因为游马為了救花依的青梅竹馬，導致重傷昏迷。在游马醒来之后，被花依叫上屋顶，并在他和七岛他们四人面前跟游马告白。在七年后成为了二科志麻的漫画责任编辑。
七島希（聲：河本啟佑／鈴木達央）
高中二年級生，前足球社成員，經常說出毒辣的話語，與祐輔從國中時代就是好友與勁敵。喜愛足球，最開始知道花依是宅女之後有些受不了，但還是被花依的性格所吸引，被她的開朗努力所打動。家裡有一個就讀幼稚園的妹妹，平常受到妹妹愛看少女動畫的影響下，把動畫裡面的台詞和舞步全都記起來了。
因為長得很像花依喜歡的動畫「妄想傳奇」中的角色紫苑，而被花依稱為「3D紫苑」。已經向花依表明心意。
在漫畫後期因为游马為了救花依的青梅竹馬，導致重傷昏迷。在游马醒来之后，被花依叫上屋顶，并在他和五十岚他们四人面前跟游马告白。在七年后成为一位想要自立门户的厨师。
四之宮隼人（聲：松岡禎丞／神谷浩史）
高中一年級生，與花依同樣是保健委員，成績優秀的優等生。稱呼花依為“芹沼前輩”。
祖父是挪威人，擁有四分之一挪威血統的美少年。平時高傲冷漠，其實很容易因受稱讚或被調戲而害羞，相當傲嬌。看似穩重，實際上笨手笨腳，經常出錯，並且有些膽小。雖然不像前輩們一樣有男子氣概，仍然下定決心要保護好花依。
原先對花依非常冷淡，當花依變成美女後對她的態度有極大的改變，看似是單純的以貌取人，事實上是因為美女花依的外型和他喜歡的繪本中的女主角非常相似，而原本的冷漠則是自幼因體弱多病受到周圍冷落後變得自我封閉的性格。
容貌中性，很適合女裝，在學園祭還有打工的時候都穿過女裝，還因此遭到跟蹤一段時間。皮膚很薄，長時間泡澡會變得很紅。在父母為照料祖母前往挪威之後變成獨居的情況，非常不擅長打理家事。養了一隻名叫Thor的巨大蜥蜴，是十歲時的生日禮物兼朋友。已經向花依表明心意。
在漫畫後期因为游马為了救花依的青梅竹馬，導致重傷昏迷。在游马醒来之后，被花依叫上屋顶，并在他和七岛他们四人面前跟游马告白。在七年后成为一名服装模特。但糊里糊涂的个性好像没有变。
二科志麻（聲：澤城美雪／赤崎千夏）
高中一年級生，女性，長相英俊，受到同性歡迎。以筆名「橫縞」的身分活躍於同人界。長相帥氣，一開始被花依誤認為是男生。稱呼花依為“前輩”，被花依的“美”所吸引。本人很討厭“二科家的千金”這個稱呼，想和普通人那樣玩耍。二科集團的大小姐，也是腐女子。
和花依相識在入學，在花依還是胖胖的時候就注意她了，認為花依是美麗的存在，喜歡朱X殿的cp。對美麗的事物有著特殊的執著，同時也不會退讓喜歡的東西。已經向花依表明心意。
在漫畫後期因为游马為了救花依的青梅竹馬，導致重傷昏迷。在游马醒来之后，被花依叫上屋顶，并在他和七岛他们四人面前跟游马告白。在七年后成为一名超有人气的漫画家。
中野天音（聲：下田麻美／瀨戶麻沙美）
高中二年級生，花依的好友，暱稱是「小天」。也是個腐女子，會和花依一起去Comic Market、動畫歌曲演唱會、聲優座談會等地方。有男朋友，但沒向男朋友透露自己是御宅族的事情。
七年后已结婚，育有一女。
三星建
高中二年級生，職業是聲優，曾為「甲冑亂舞」的「朱」配音。也是花依小時候的青梅竹馬，跟花依一樣原本身材過重且朋友很少，但現在已經是名帥哥。原本姓田中、後來母親再婚後使用母親的舊姓三星。後來轉學到花依的學校。对过去发生的事放不下，并对花依非常迷恋，甚至设局强迫花依跟他结婚。
在漫畫後期因为被花依打晕在悬崖边而即将摔下山谷时，被游马救下。醒来后看到游马因为他導致重傷昏迷十分内疚。

### 親人
芹沼拓郎（聲：水島大宙／岡本信彥）
花依的哥哥，曾稱呼妹妹是死胖子，當花依變成美女時跟媽媽一同感到驚訝。表面上對花依有眾多不滿，其實很關心她。
七年后成为一名公务员。
芹沼光子（聲：杉本優／楢橋美紀）
花依與拓郎的母親，當花依變成美女時跟拓郎一同感到驚訝。年輕時是一名美女。
芹沼英男
花依與拓郎的父親。在政府單位工作，因為工作的關係，只有在過年才會回家。
六見一馬（聲：中村悠一、新田早規（少年）／諏訪部順一）
遊馬的哥哥。大學生。性格風流多情，在花依的學校里當教育實習生，追求過花依一段時間。表面上讨厌游马，其实是希望他能够自我做主。
七年后成为一名背包客，四处旅游。
七島光（聲：矢作紗友里）
希的妹妹，就讀幼稚園。喜歡少女動畫是。

### 劇中劇角色
紫苑（聲：浪川大輔／鈴木達央）
「妄想傳奇」的角色，長相和七島希十分相似。由於他在劇中死亡、導致花依的精神大受打擊。
泰拉（聲：津田健次郎／細谷佳正）
「妄想傳奇」的角色。
殿（聲：小野大輔）
「甲冑亂舞」的角色，朱的主人。
朱（聲：蒼井翔太）
「甲冑亂舞」的角色，是殿的鎧甲擬人化後的樣子，戰鬥時會變身成鎧甲與主人一同作戰。

## 出版書籍
| 卷數 | 講談社         | 講談社                                                  | 東立出版社     | 東立出版社             |
| 卷數 | 發售日期       | ISBN                                                    | 發售日期       | ISBN                   |
| ---- | -------------- | ------------------------------------------------------- | -------------- | ---------------------- |
| 1    | 2013年10月11日 | ISBN 978-4-06-341879-8                                  | 2015年2月27日  | ISBN 978-986-382-270-7 |
| 2    | 2014年2月13日  | ISBN 978-4-06-341903-0                                  | 2015年2月27日  | ISBN 978-986-382-271-4 |
| 3    | 2014年6月13日  | ISBN 978-4-06-341919-1                                  | 2015年10月22日 | ISBN 978-986-382-272-1 |
| 4    | 2014年9月12日  | ISBN 978-4-06-341939-9                                  | 2015年11月24日 | ISBN 978-986-382-273-8 |
| 5    | 2015年1月13日  | ISBN 978-4-06-341960-3 ISBN 978-4-06-358741-8（特裝版） | 2016年1月12日  | ISBN 978-986-382-274-5 |
| 6    | 2015年6月12日  | ISBN 978-4-06-341988-7                                  |                |                        |
| 7    | 2015年10月13日 | ISBN 978-4-06-392010-9 ISBN 978-4-06-358772-2（特裝版） |                |                        |
| 8    | 2016年3月11日  | ISBN 978-4-06-392030-7 ISBN 978-4-06-362325-3（特裝版） |                |                        |
| 9    | 2016年7月13日  | ISBN 978-4-06-392050-5 ISBN 978-4-06-362332-1（特裝版） |                |                        |
| 10   | 2016年10月13日 | ISBN 978-4-06-392081-9                                  |                |                        |
| 11   | 2017年1月13日  | ISBN 978-4-06-392098-7                                  |                |                        |
| 12   | 2017年6月13日  | ISBN 978-4-06-392118-2                                  |                |                        |
| 13   | 2017年11月13日 | ISBN 978-4-06-510393-7 ISBN 978-4-06-397052-4（特裝版） |                |                        |
| 14   | 2018年3月13日  | ISBN 978-4-06-511050-8 ISBN 978-4-06-511423-0（特裝版） |                |                        |

## 電視動畫
2016年3月11日在《別冊FRIEND》官方網站上發表改編為電視動畫的消息，同年10月至12月在TBS、BS-TBS、CBC及SUN電視台首播。

### 製作人員
- 原作：子
- 導演：石踊宏
- 劇本統籌：橫手美智子
- 人物設定：
- 配角設定、總作畫監督：大澤美奈
- 美術監督：諸熊倫子
- 色彩設計：福田由布子
- 攝影監督、3DCG：織田瀨信
- 剪輯：池田康隆
- 音響監督：高寺雄（日语：高寺たけし）
- 音樂：川田瑠夏
- 音樂製作：日本古倫美亞
- 音樂製作人：澀谷知子
- 製作人：高梨舞、川添千世、植村俊一、吉川敦史
- 動畫製作人：島田純一
- 動畫製作：Brain's Base
- 製作協力：講談社、日本古倫美亞、Culture Entertainment、DAX Production（日语：ダックスインターナショナル）、Brain's Base、
- 製作：我太受歡迎製作委員會、TBS

### 主題歌
片頭曲「Prince×Prince」
作詞：高瀨愛虹，作曲：no_my，編曲：梅堀淳
主唱：From4to7（小野友樹、河本啟佑、松岡禎丞、島崎信長）
片尾曲「風」
作詞：中村彼方，作曲、編曲：坂部剛，主唱：村川梨衣
插入歌（第1話）
作詞：eNum，作曲、編曲：川島弘光，主唱：

### 各話列表
| 話數   | 日文標題 | 中文標題                  | 劇本       | 分鏡     | 演出     | 作畫監督                                |
| ------ | -------- | ------------------------- | ---------- | -------- | -------- | --------------------------------------- |
| 第1話  |          | 辦得到嗎？真人乙女遊戲    | 橫手美智子 | 石踊宏   | 石踊宏   | 加藤壯                                  |
| 第2話  |          | 不可思議的房間與4名男高生 | 橫手美智子 | 石踊宏   | 徐惠真   | 野田康行                                |
| 第3話  |          | 秋高氣爽少女萌心起        | 橫手美智子 | 山本靖貴 | 山本靖貴 | 川島尚                                  |
| 第4話  |          | 聖誕節在聖地過♡           | 橫手美智子 | 石踊宏   | 真野玲   | 新保卓郎                                |
| 第5話  |          | 我回復原狀了該怎麼辦      | 橫手美智子 | 石踊宏   | 石踊宏   | 野田康行                                |
| 第6話  |          | 配對戰爭爆發！            | 橫手美智子 | 山本里織 | 秦義人   | 川島尚                                  |
| 第7話  |          | 聖地巡禮甲☆舞之旅         | 金春智子   | 西森章   | 前園文夫 | 本橋秀之                                |
| 第8話  |          | 我位居劣勢                | 橫手美智子 | 西森章   | 荻原露光 | 高橋由香里、高橋道子 高野彌生、久松沙紀 |
| 第9話  |          | 海邊！泳裝！拿出真本事    | 金春智子   | 山本里織 | 徐惠真   | 鈴木光、飯田清貴                        |
| 第10話 |          | 兄☆襲來！                 | 金春智子   | 石踊宏   | 真野玲   | 新保卓郎                                |
| 第11話 |          | 即刻出陣!! 城guard！      | 橫手美智子 | 石踊宏   | 秦義人   | 加藤壯                                  |
| 第12話 |          | 我太受歡迎了，該怎麼辦？  | 橫手美智子 | 石踊宏   | 石踊宏   | 川島尚、田邊洋子                        |

### 播放電視台
日本深夜動畫：下文記載的日本国内播放時間使用日本標準時間（UTC+9）表示。因為部分時間标识會採用30小时制，因此請留意这类超过24:00的时间，其實際播放時間為翌日清晨。
| 播放地區   | 播放電視台    | 播放日期                     | 播放時間                  | 所屬聯播網 | 備註   |
| ---------- | ------------- | ---------------------------- | ------------------------- | ---------- | ------ |
| 關東廣域圈 | TBS電視台     | 2016年10月6日－12月22日      | 星期四 25時58分－26時28分 | TBS電視網  |        |
| 中京廣域圈 | CBC電視台     | 2016年10月6日－12月22日      | 星期四 26時54分－27時24分 | TBS電視網  |        |
| 兵庫縣     | SUN電視台     | 2016年10月7日－12月23日      | 星期五 23時30分－24時00分 | 獨立UHF局  |        |
| 日本全國   | BS-TBS        | 2016年10月8日－12月24日      | 星期六 25時00分－26時30分 | 衛星電視   |        |
| 日本全國   | TBS Channel 1 | 2016年10月16日－2017年1月8日 | 星期日 25時00分－25時30分 | 衛星電視   | 有重播 |

### BD／DVD
| 卷數 | 發行日期       | 收錄話         | 規格編號     | 規格編號  |
| 卷數 | 發行日期       | 收錄話         | BD初回版     | DVD       |
| ---- | -------------- | -------------- | ------------ | --------- |
| 1    | 2016年12月21日 | 第1話－第3話   | COXC-1201／2 | COBC-6931 |
| 2    | 2017年1月25日  | 第4話－第6話   | COXC-1203／4 | COBC-6932 |
| 3    | 2017年2月22日  | 第7話－第9話   | COXC-1205／6 | COBC-6933 |
| 4    | 2017年3月22日  | 第10話－第12話 | COXC-1207／8 | COBC-6934 |

### 網路節目
以《四×五×六×七》為標題，2016年10月12日至2017年3月8日以隔週三21時的方式在YouTube ColumbiaMusicJp頻道帳戶上架。另外在電視動畫開播之前的9月21日先行網路直播。主持人由參演聲優松岡禎丞、小野友樹、島崎信長、河本啓佑共4位之中的其中2位擔任。

## 外部連結
- 作品介紹：我太受歡迎了該怎麼辦｜別冊FRIEND｜講談社COMIC PLUS （页面存档备份，存于） （日語）
- 我太受歡迎了該怎麼辦｜TBS電視台 （页面存档备份，存于）節目官方網站 （日語）
- 我太受歡迎了該怎麼辦｜日本古倫美亞 （页面存档备份，存于） （日語）
- 『我太受歡迎了該怎麼辦』電視動畫官方的X（前Twitter） （日語）